# Neptun Island
Neptun Island (englisch, russisch Остров Нептун Ostrow Neptun) ist eine Insel vor der Knox-Küste des ostantarktischen Wilkeslands. Sie liegt im Gebiet der Bunger-Oase.
Wissenschaftler einer sowjetischen Antarktisexpedition benannten sie. Das Antarctic Names Committee of Australia übertrug diese Benennung in einer Teilübersetzung ins Englische.